# ألفرد أوستن
ألفرد أوستن (بالإنجليزية: Alfred Austin) (30 مايو 1835، ليدز في المملكة المتحدة - 2 يونيو 1913 في المملكة المتحدة)؛ شاعر، كاتب، صحفي وروائي بريطاني.

## روابط خارجية
- ألفرد أوستن على موقع الموسوعة البريطانية (الإنجليزية)
- ألفرد أوستن على موقع إن إن دي بي (الإنجليزية)
- ألفرد أوستن على موقع ديسكوغز (الإنجليزية)